# Parc national Queen Elizabeth
 (mars 2010).
Si vous disposez d'ouvrages ou d'articles de référence ou si vous connaissez des sites web de qualité traitant du thème abordé ici, merci de compléter l'article en donnant les références utiles à sa vérifiabilité et en les liant à la section « Notes et références ».
Le parc national Queen Elizabeth est l'un des plus grands parcs nationaux ougandais. C'est également depuis 1979 une réserve de biosphère de l'UNESCO.

## Localisation
Le parc est situé au Sud-Ouest de l'Ouganda, autour et entre les lacs Edouard et George, le canal de Kazinga qui connecte ces deux lacs est situé en plein centre du parc et constitue une attraction majeure. Le parc est à cheval sur les districts de Kasese, Rukungiri et Bushenyi. Les villes de Kasese et Bushenyi sont respectivement situées en bordure nord et sud-est du parc. La capitale Kampala est située à environ 380 km.
Le parc est inclus dans un grand ensemble de zones protégées comprenant en bordure directe :
- Kigezi Game Reserve
- Kyambura Game Reserve
- Katonga Wildlife Reserve
- Le parc national des Virunga (au Congo voisin)

mais également à proximité :
- Parc national impénétrable de Bwindi au Sud
- Parc national Rwenzori Mountains au Nord
- Parc national de la Forêt Kibale au Nord.

## Histoire
L'histoire du parc remonte au début du XXe siècle : la région a été dépeuplée lors d'épidémies de maladie du sommeil et ces zones abandonnées sont transformées en deux réserves dans les années 1920 et 1940, nommées les réserves de chasse Lake George et Lake Edward. Le parc est officiellement créé par le regroupement de ces réserves en 1952, d'abord sous le nom de Kazinga National Park puis deux ans plus tard, lors d'une visite de la reine Élisabeth II, sous le nom de parc national Queen Elizabeth.
Dans le cadre de sa politique de décolonisation des noms, Idi Amin Dada change le nom dans les années 1970 en Rwenzori National Park. Le nom de Queen Elizabeth est repris en 1991, lorsque le parc national des Rwenzori Mountains est créé.
Les populations animales, décimées par le braconnage durant la dictature d'Idi Amin Dada et les années d'anarchie ayant suivi sa chute, profitent de l'amélioration de leur protection pour se reconstituer au cours des années 1990 et 2000.

## Géologie, climat et environnement
Situé sur la partie occidentale de la vallée du Grand Rift (Rift albertin), le parc est caractérisé par un relief très varié permettant une multitude de biotopes différents de coexister. Ainsi des zones marécageuses côtoient des grandes plaines herbeuses de savane ou des forêts denses équatoriales. Le parc contient également des phénomènes volcaniques tels que lacs de cratères, sources chaudes ou lacs salés.
Le climat est de type équatorial, tempéré par l'altitude (variant entre 900 et 1 400 m). Il est caractérisé par une alternance de saisons sèches (décembre à février et juin à août) et humides.

## Faune et flore
Jusqu'à 57 types de végétation différentes ont été recensées dans le parc, cependant celles-ci peuvent être groupées dans quelques catégories principales : forêt équatoriale, savane herbeuse, savane buissonnante, forêts d'acacias ou zones humides.

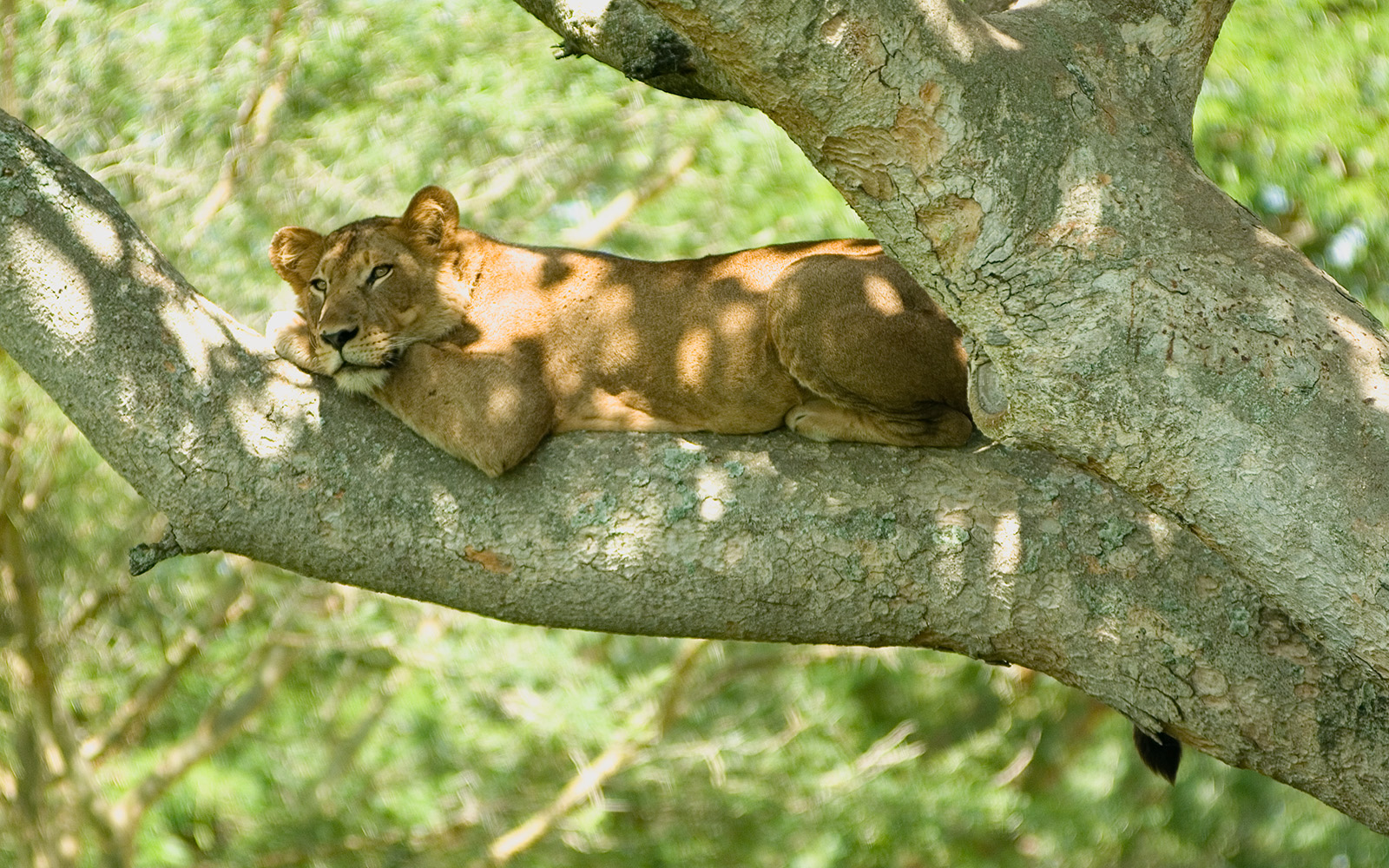
Lion grimpeur

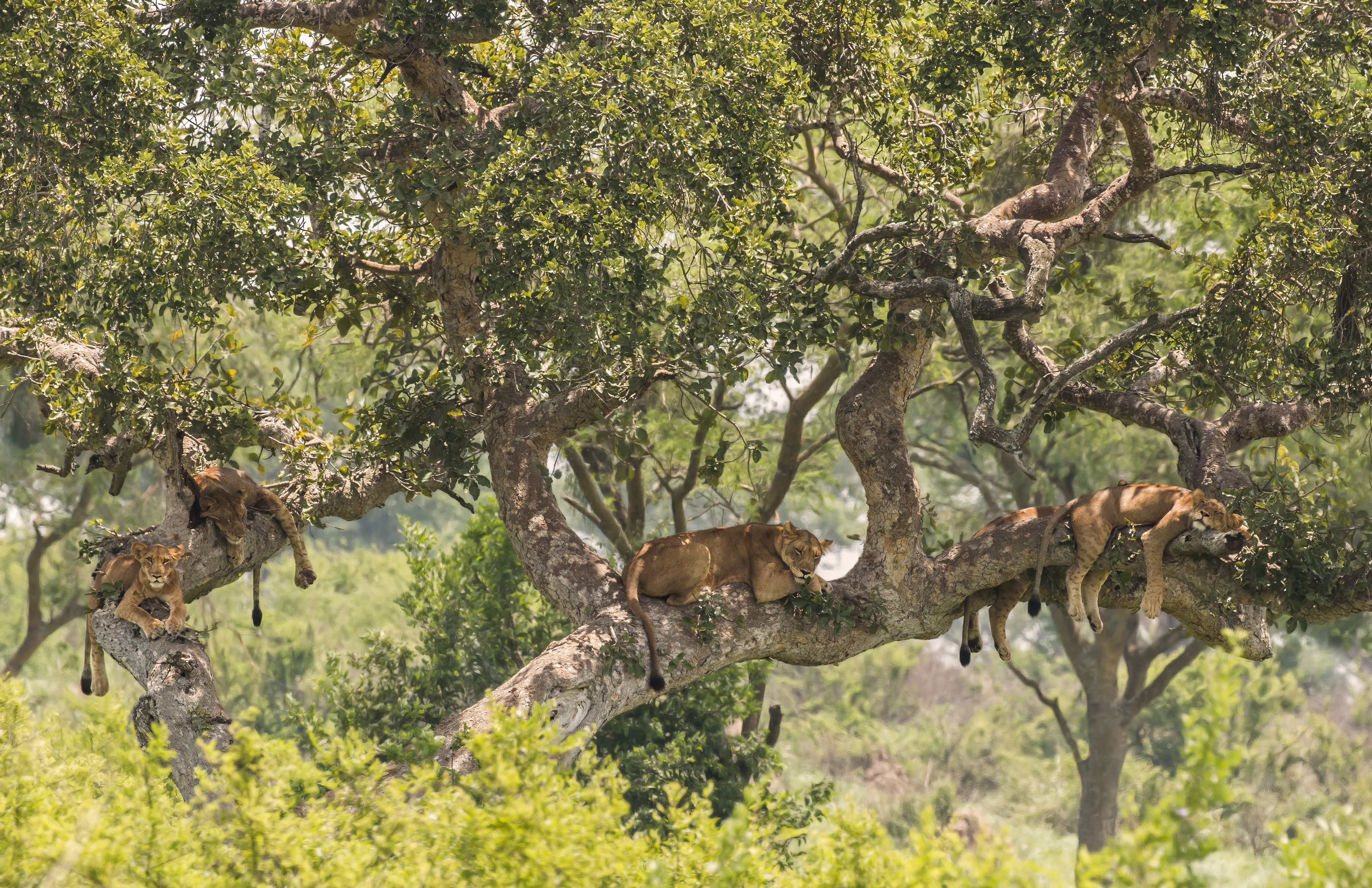
D'autres lions grimpeurs, près de la rivière Ishasha, dans le parc national. Octobre 2016.

La faune variée du parc constitue son principal attrait touristique : 95 espèces de mammifères et plus de 600 espèces d'oiseaux sont observables dans le parc. On peut plus particulièrement noter :
- la présence des deux animaux emblématiques du pays : la Grue royale et le Kob ougandais,
- dans le secteur d'Ishasha (sud du parc) une population originale de lions à crinière noire qui peuvent grimper dans les arbres,
- d'immenses colonies d'hippopotames dans le canal de Kazinga,
- des chimpanzés dans la zone forestière de Kyambura.

D'autres animaux classiques de la savane africaine sont présents : éléphants, babouins, léopards, buffles ou phacochères. Les girafes, zèbres et rhinocéros sont par contre absents du parc.
Conséquence de la multiplicité des biotopes, la richesse de l'avifaune est également remarquable : 606 espèces d'oiseaux ont été observées dans le parc dont certaines espèces de grande taille comme le Bec-en-sabot du Nil, l'aigle martial, le Bec-en-ciseaux d'Afrique, le Grand-duc de Verreaux). Les passereaux rares (Gonolek des papyrus) ou communs (Tisserins, Veuve dominicaine, Souïmanga à ceinture rouge) abondent.